# Хемберг (Швейцария)
Хемберг (нем. Hemberg) — населённый пункт в Швейцарии, входит в состав коммуны Неккерталь округа Тоггенбург в кантоне Санкт-Галлен.
Население составляет 933 человека (на 31 декабря 2021 года).
До 2022 года был самостоятельной коммуной (официальный код — 3372). 1 января 2023 года присоединён к коммуне Неккерталь.